# Encarsia mohyuddini
Encarsia mohyuddini is een vliesvleugelig insect uit de familie Aphelinidae. De wetenschappelijke naam is voor het eerst geldig gepubliceerd in 1982 door Shafee & Rizvi.